# Elián Mateo Irala
Elián Mateo 'El gil' Irala (El Palomar, 6 de julio de 2004) es un futbolista argentino profesional. Juega de centrocampista y su equipo actual es Shabab Al-Ahli de Emiratos Árabes.

## Trayectoria
Llegó a San Lorenzo de Almagro a los quince años de edad y vivió en la pensión del club. En su estadía en las inferiores, por su buen nivel fue convocado a la Selección Juvenil U-17. 
Tras jugar en la reserva, antes de cumplir dieciocho años, fue convocado por primera vez por el entrenador Insúa para conformar el plantel superior e integró el banco de suplentes para el partido que su equipo jugó contra Tigre por la Quinta fecha del Torneo de la Liga Profesional 2022. Luego de cumplir la mayoría de edad, firmó su primer contrato profesional.
Hizo su debut absoluto en la Primera División Argentina, en el partido que su equipo disputó por la primera fecha de la Liga Profesional 2023 de local en el Nuevo Gasómetro, enfrentando a Arsenal de Sarandí, cuando entró en reemplazo de Adam Bareiro a los ochenta y cuatro (84) minutos del partido. Ingresó luego desde el banco en los dos partidos siguientes; y luego también en las fechas 5, 6 y 7.  

## Estadísticas
- Actualizado al último partido disputado el 10 de Mayo de 2025.

| Club                  | Div.          | Temporada     | Liga  | Liga  | Liga   | Copas nacionales | Copas nacionales | Copas nacionales | Copas internacionales | Copas internacionales | Copas internacionales | Total | Total | Total  |
| Club                  | Div.          | Temporada     | Part. | Goles | Asist. | Part.            | Goles            | Asist.           | Part.                 | Goles                 | Asist.                | Part. | Goles | Asist. |
| --------------------- | ------------- | ------------- | ----- | ----- | ------ | ---------------- | ---------------- | ---------------- | --------------------- | --------------------- | --------------------- | ----- | ----- | ------ |
| San Lorenzo Argentina | 1.ª           | 2023          | 9     | 0     | 0      | 2                | 0                | 0                | 1                     | 0                     | 0                     | 12    | 0     | 0      |
| San Lorenzo Argentina | 1.ª           | 2024          | 22    | 2     | 0      | 15               | 0                | 1                | 8                     | 0                     | 0                     | 45    | 2     | 1      |
| San Lorenzo Argentina | 1.ª           | 2025          | 16    | 0     | 0      | 1                | 0                | 0                | -                     | -                     | -                     | 17    | 0     | 0      |
| San Lorenzo Argentina | Total club    | Total club    | 47    | 1     | 0      | 18               | 0                | 1                | 9                     | 0                     | 0                     | 74    | 2     | 1      |
| Total carrera         | Total carrera | Total carrera | 47    | 1     | 0      | 18               | 0                | 1                | 9                     | 0                     | 0                     | 74    | 2     | 1      |